# ジャザリー
アル＝ジャザリー（Al-Jazarī 、بديع الزمان أبو العزّ بن إسماعيل الرزّاز الجزري, Badī' al-Zamān Abū al-'Izz Ibn Ismā'īl ibn al-Razzāz al-Jazarī、1136年 - 1206年）は、現在のトルコのディヤルバクル出身のクルド 博学者であり、ウラマー、発明家、機械工学者、職人、芸術家、数学者、天文学者である。特に1206年の著書Kitāb fī Ma'rifat al-Ḥiyal al-Handasiyya（كتاب في معرفة الحيل الهندسية 、『巧妙な機械装置に関する知識の書』）でよく知られており、その中で50の機械装置の詳細とその組み立て方を解説している。

## 伝記
ジャザリーについては、前掲の彼の著書の序文以外にほとんど記録がない。名前は生誕地であるジャズィーラ地方（メソポタミア北部、チグリス川とユーフラテス川に挟まれた現在のイラク北西からシリア北東にかけての地域）に由来する。モースルを治めるザンギー朝の諸侯としてアナトリア半島東部を治めたトルコ系アルトゥク朝（後には、アイユーブ朝のサラーフッディーンに仕えた）のディヤルバクルにある宮殿で、父の後を継いで技師長として仕えた。
ジャザリーは職人の伝統も受け継いでおり、そのため発明家というよりも技術者としての側面が大きく、「基盤となっているテクノロジーよりも、装置を組み立てるのに必要な技能に興味を持っている」人であり、その機械は一般に「理論的な計算によるのではなく、試行錯誤で組み立てていく」ことが多かった。彼の著書『巧妙な機械装置に関する知識の書』（Kitāb fī Ma'rifat al-Ḥiyal al-Handasiyya）は多数の写本が発見されていることから、非常に人気があったと思われる。その中で彼が繰り返し述べているように、自分自身で実際に組み立てた装置しか載せていない。Mayrによれば、この本のスタイルは今日のDIY本によく似ている。彼の装置はそれ以前にあった装置から着想を得ており、例えば彼の記念碑的な水時計は Pseudo-Archimedes（イスラム世界でアルキメデスの作と伝えられていた文献）に基づいている。

## 機構と方式
ジャザリーの発明の多くは基本的すぎて現代的視点から見ればたいしたものではないが、ジャザリーの機械の最も重要な点は、それらに使用している機構、部品、アイデア、方式、および設計上の特徴である。

### カムシャフト
カムシャフトはカムを支持する軸だが、文献に現れるのはジャザリーの1206年の著作が世界初であり、彼はオートマタや水時計（ろうそく時計など）や揚水機の部品としてそれを使っていた。カムやカムシャフトがヨーロッパで機構として用いられるようになるのは14世紀からである。

### クランクシャフト
石臼を回すために中心から離れたところにハンドルを装備する方式は、スペインで紀元前5世紀に考案され、ローマ帝国全土に広がりクランクの基になった。クランクは漢でも知られており、バヌー・ムーサー兄弟も知っていたが、クランクとコネクティングロッドを使った機構の記述は3世紀のローマ帝国のヒエラポリス-パムッカレの文献が最古とされている。1206年、ジャザリーの著作に世界初のクランクシャフトが登場している。その中で、2つのシリンダーをクランクとコネクティングロッドでクランクシャフトに繋いだポンプが描かれている。現代のクランクシャフトと同様、ジャザリーの機構には可動のクランクピンがいくつかセットされたホイールがあり、ホイールが円運動をするときピンは直線状に行ったり来たりする。
ジャザリーが描いたクランクシャフトは、連続的な円運動を直線的な往復運動に変換し、蒸気機関や内燃機関、さらには自動制御といった現代の機械でも中心的役割を果たしている。彼はこれをコネクティングロッドと共に2台の揚水機で使った。クランク駆動のサーキヤと複式往復運動ピストン吸い上げポンプである。

### 設計・構築手法
Donald Routledge Hill は次のように書いている。
「ジャザリーの業績は、設計と構築の両方について重要ないくつかの概念を世界で初めて示している。材木のラミネート加工による包装の最小化、ホイールの静的平衡、木製テンプレート（パターン）の使用、設計を確立するための紙製模型の使用、パイプ開口部の較正、密着部分を金剛砂で研磨することによる防水性の達成、砂型を使った金属の鋳造などである」

### 回転輪における脱進機構
ジャザリーはホイールの回転速度の制御に脱進機構を使う方法を発明した。

### 機械式制御
Donald Routledge Hill によれば、ジャザリーはいくつかの機械式制御も記述しており、「金属製の大きな扉、ダイヤル錠、4つのボルトを使った錠」などがある。

### セグメントギア
セグメントギアとは「丸い歯車の一部分といった形状で、他の歯車と噛んで往復運動を伝達する部品」である。Lynn Townsend White, Jr. は次のように書いている。
「セグメントギアは明らかにジャザリーの発明である。西洋では1364年にジョバンニ・デ・ドンディが完成させた天文時計でセグメントギアが使われ、さらに偉大な科学技術者フランチェスコ・ディ・ジョルジョ・マルティーニ（1501年没）がセグメントギアを西洋の機械設計に定着させた」

## 揚水機
ジャザリーは水をくみ上げる機械を5種類発明した。また、水車の軸にカムを装着してオートマタを操作する機構などを12世紀から13世紀にかけて開発し、1206年の著書に書き記している。ジャザリー自身が最も力を入れていたのがこれらの揚水機だった。

### サーキーヤ
クランクシャフトをチェーンポンプに最初に使ったものの1つとして、ジャザリーのサーキーヤ機械がある。ジャザリーのサーキーヤは、間欠性を最小化しようとしている点も同時としては珍しく、それによって効率も最大化されている。ジャザリーはまた、サーキーヤを使った揚水機も構築しており、単純労働ではなく水力を動力源としている。ただし、水力を使ってチェーンポンプで水をくみ上げる仕組みはジャザリー以前に中国で使われていた。ジャザリーが記したようなサーキーヤを使った機械は13世紀から最近までダマスカスに水を供給しており、中世イスラム世界を通して日常的に使われていた。

### バルブ付き複式吸水ポンプとピストンの往復運動
このポンプは（ジャザリーの言葉によれば）、東ローマ帝国でギリシア火薬のくみ上げに使っていたサイフォンのコピーだという。1206年にジャザリーが描いたものは、吸引パイプ、吸引ポンプ、複式ポンプであり、バルブとクランクシャフト-コネクティングロッド機構を使い、2シリンダー往復ピストン吸い上げポンプを発明した。このポンプは水車で駆動されており、2つのピストンがつながっているクランクシャフトを回転させている。ピストンは水平に向き合う形でシリンダーに差し込まれ、それぞれにバルブで操作する吸引パイプと排水パイプがある。排水パイプは機械上部の中央に集められ、灌漑システムへと水を供給する。これは、ジャザリーの揚水機の中でも唯一、現代の技術に大きな影響を与えたものと言えるかもしれない。このポンプの驚くべきところは3つある。
- ポンプにおいて、世界で初めて（部分的な真空に液体を吸い込む）吸引パイプを使っている。
- 複式の原理を世界で初めて応用している。
- 回転運動から往復運動への変換をクランクとコネクティングロッド機構で行っている。

ジャザリーのくみ上げポンプは13.6mの高さまで水をくみ上げることができた。これはヨーロッパで15世紀に使われていたものよりも高い（パイプでさらに持ち上げることをしなかったため）。しかしこれは、当時のイスラム世界で普通に使われていた水汲み水車 ( ناعورة nā'ūra, pl. نواعير nawā'īr/noria) より効率が良いわけではなかった。

### 給水システム
ジャザリーは、13世紀のダマスカスで歯車と水力で駆動する水道網を開発し、モスクや病院 (bīmāristān/māristān) に水を供給した。これは湖から水汲み水車で水をくみ上げ、歯車機構によって水の入った壷を水路まで移動させ、その水路で市内のモスクや病院まで水を運ぶというものだった。

## オートマタ
ジャザリーは水力で駆動し、自動的に動くクジャクを作った。また、世界初と言われている水力を使って自動開閉する門も発明した。また、精緻な水時計の一部として自動扉も作り、多数のオートマタを設計して組み立てた。また、オートマタを操作するために、軸にカムを装備した水車も発明した。ブリタニカ百科事典によれば、かのレオナルド・ダ・ヴィンチはジャザリーのオートマタに影響を受けたとされている。
Mark E. Rosheim は、ジャザリーを筆頭とするアラブ人技術者のロボット工学への貢献を次のように評している。
「ギリシア人の設計とは異なり、これらのアラブ人は単に劇的なイリュージョンとしてだけでなく、環境を人間にとって快適なように操作するという部分に興味を抱いていた。したがって、アラブ人の最大の貢献は、単にギリシア人の業績に基づいて、それを維持し普及させただけでなく、実用性の概念を持たせた点にある。これはギリシア人のロボット工学にかけていた要素だった」
「アラブ人は一方では人間に似た機械を実用的な用途で作ることの興味を示したが、他の産業革命以前の社会と同様、それをロボット工学として実際に推進することはなかった」

### 飲み物を給仕するウェイトレス
ジャザリーの人間型オートマタのひとつに水やお茶などの飲み物を給仕するウェイトレスがある。飲み物は貯水槽にあって、そこから滴り落ちた飲み物が7分かけてコップ一杯になる。すると自動扉が開いてウェイトレスが現れ、飲み物を給仕する。

### 水洗機構付きの手洗いオートマトン
ジャザリーは、現代の水洗式便所でも使われている水洗機構を採用した手洗いオートマタを発明した。水を満たした水鉢の横に女性型のオートマタが立っている。利用者がレバーを引くと水が流れ出し、女性型オートマタが水鉢を再び水で満たす。

### 召使の自動人形付きのクジャク噴水
ジャザリーのクジャク噴水 (peacock fountain) はさらに精巧な手洗い装置で、人間型オートマタが召使のように石鹸とタオルを差し出す。Mark E. Rosheim は次のように記している。
「クジャクの尻尾にある栓をひくと、水がくちばしから流れ出てくる。その水で手を洗うと、汚れた水が下の水鉢に溜まり、水位の上昇にともなって浮きが上がっていき、それに連動して扉が開いて召使人形が出現し、石鹸を差し出す。さらに水位が上がると2番目の浮きが上がって、2人目の召使人形が現れてタオルを差し出すのである!」

### ロボット楽団

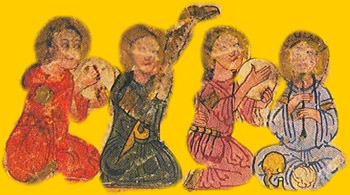
ジャザリーのロボット楽団の図

ジャザリーは、噴水と音楽オートマタについても記している。それには2つの水のタンクがあり、1時間か30分ごとに一方からもう一方へと水の流れを反転させる。これは彼の水理学的成果の応用である。
ジャザリーが作った音楽オートマタは、4体の演奏家人形がボートに乗っていて、そのボートが湖の上に浮かべられ、王家の宴会の賓客を楽しませる。Noel Sharkey によれば、このオートマタはプログラム可能な最初期の機構であり、しかもジャザリーの記述にしたがってそれを再現可能だという。ペグ（カムのようなもの）が小さなレバーに当たることで打楽器をたたいて演奏する。ペグの位置を変更することで様々なリズムを奏でることができる。Charles B. Fowler によれば、このオートマタは「ロボット楽団」であり、「音楽の演奏に合わせて50以上の顔や体の動きを見せる」という。

## 時計

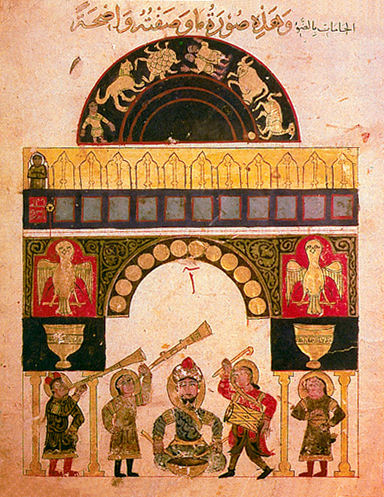
ジャザリーの水時計の図（上の円盤に、黄道十二宮が描かれている）

ジャザリーは様々な水時計やろうそく時計を作った。中には、高さ1mで幅50cmほどの水力で動く筆記者時計があり、筆記者の人形が文字盤の中心にあって、ペンで時刻を指している。つまり、筆記者のペンが現代の時計の時針に相当する。1976年にサイエンス・ミュージアムでこの時計の再現に成功した。また、太陽、月、星々の模型が動く水力駆動の巨大な天文時計も発明した。

### ろうそく時計
Donald Routledge Hill によると、ジャザリーは当時としては非常に洗練されたろうそく時計について記している。Hill はジャザリーのろうそく時計について次のように書いている。
「ろうそくの燃える速度は分かっており、穴を開けた蓋をそれにかぶせ、芯をその穴から出してある。ロウは窪みに集まり、定期的に除去できるので、一定の燃焼を妨げることがない。ろうそくの底には浅い皿があり、その縁にある環が滑車を通して平衡錘につながっている。ろうそくの燃焼に伴って、その錘が一定速度でろうそくを押し上げる。オートマタはろうそくの底の皿の位置に従って動作する。このような洗練されたろうそく時計は他に知られていない」
ジャザリーのろうそく時計にはまた、時を表示する目盛盤があり、世界初のバヨネット式装着機構が使われている。

### 象時計
ジャザリーが1206年の著作に記した象時計 (elephant clock) にはいくつかのイノベーションが使われている。それは、一定時間後にオートマタが反応する最初の時計であり（この場合、人間型ロボットがシンバルを叩き、ロボットの鳥がさえずる）、不定時法（季節によって変化する昼と夜の長さに対応して1時間の長さが変化する時法）の時間を正確に記録する最初の水時計だった。

### プログラム可能な城時計
ジャザリーの最大の天文時計は城時計 (castle clock)と呼ばれ、世界初のプログラミング可能なアナログコンピュータの1つと言われている。約3.4mの高さの複雑な装置であり、時を刻む以外にも様々な機能を持っていた。黄道十二星座と太陽と月の軌道を表示し、特に月相を示すことができる。これらは門の上を右から左へ移動していき、門は自動的に1時間おきに開き、マネキン人形がそこから姿を見せる。さらに、昼の長さの変化に合わせて、時間の刻みを変化させることができる。さらに、背後に隠された水車が回ると、それに接続されたカムシャフトによってレバーが動き、前面にある5体のロボットミュージシャンが音楽を自動演奏する。他には2体のタカのオートマタもあり、口から玉を花瓶に吐き出す。

## 細密画
発明家や技術者としてだけでなく、ジャザリーは美術家としても評価されている。彼の著書には、自身の発明をミニアチュールで描写した絵があり、中世イスラム美術の1つとされている。以下にその一部を掲げている。

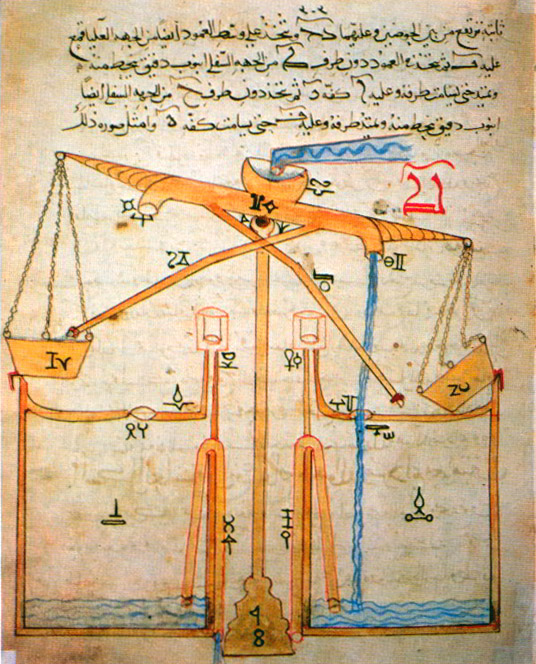
水力駆動の揚水機の図
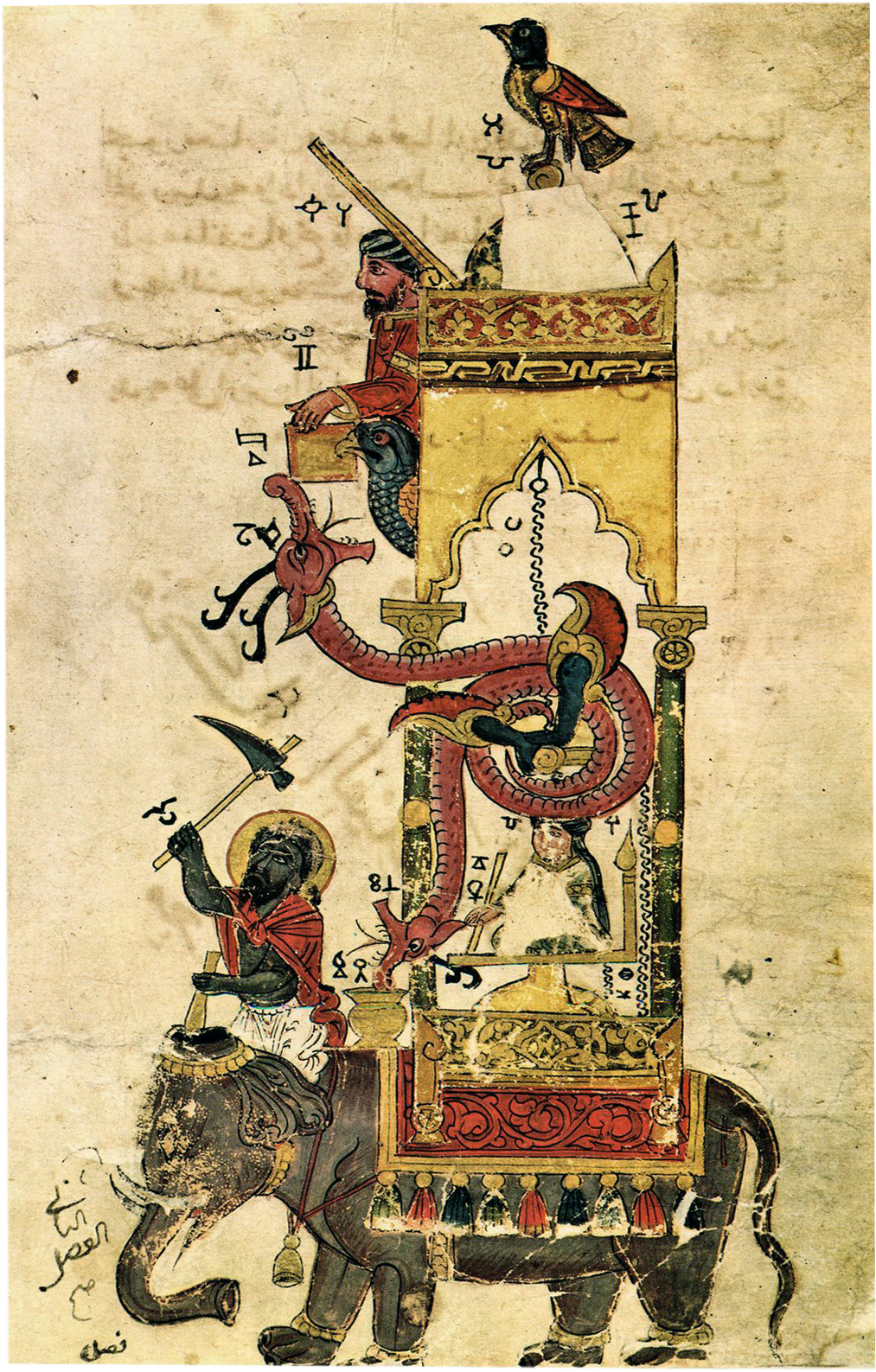
象時計の図
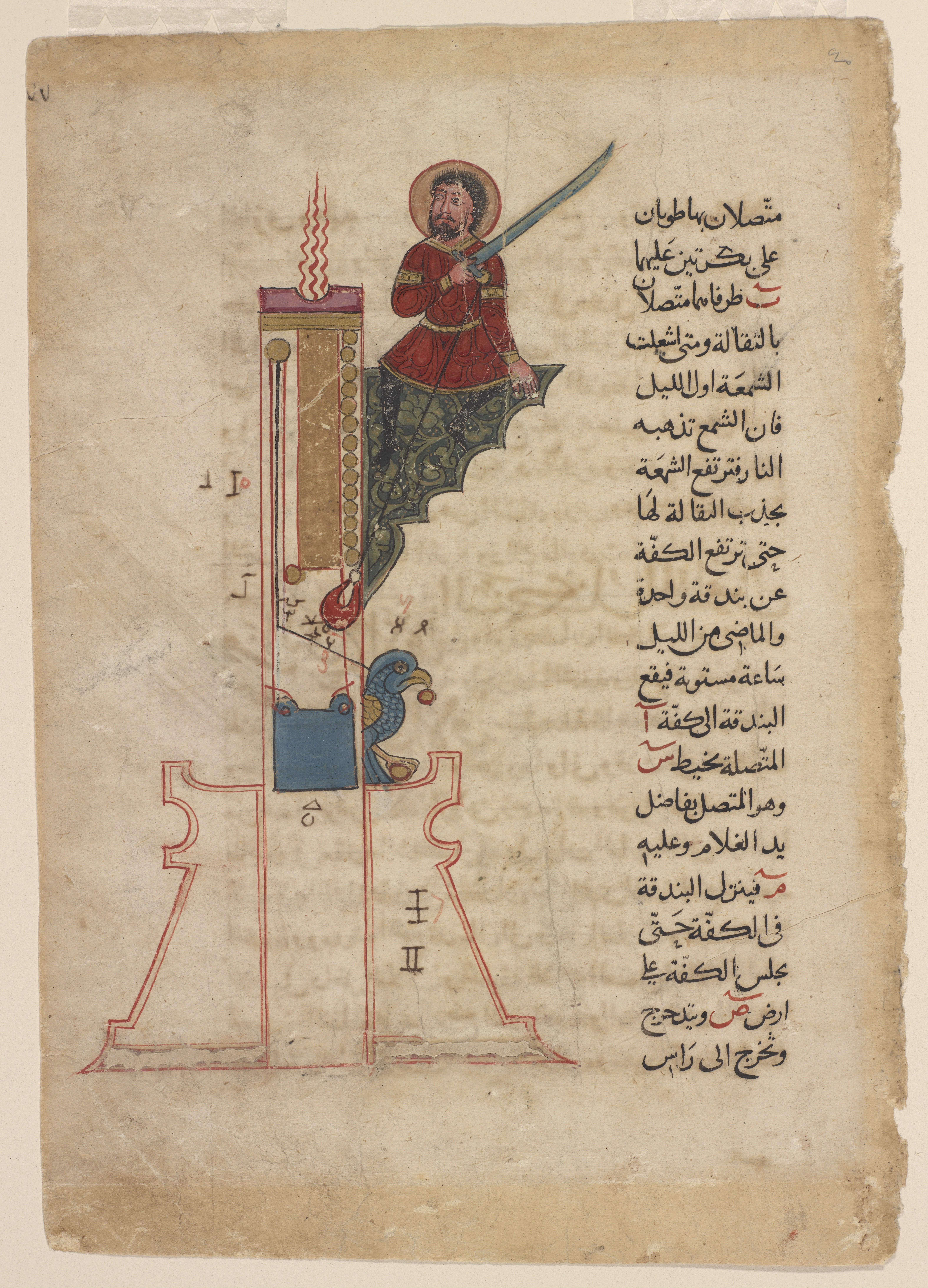
ろうそく時計の図
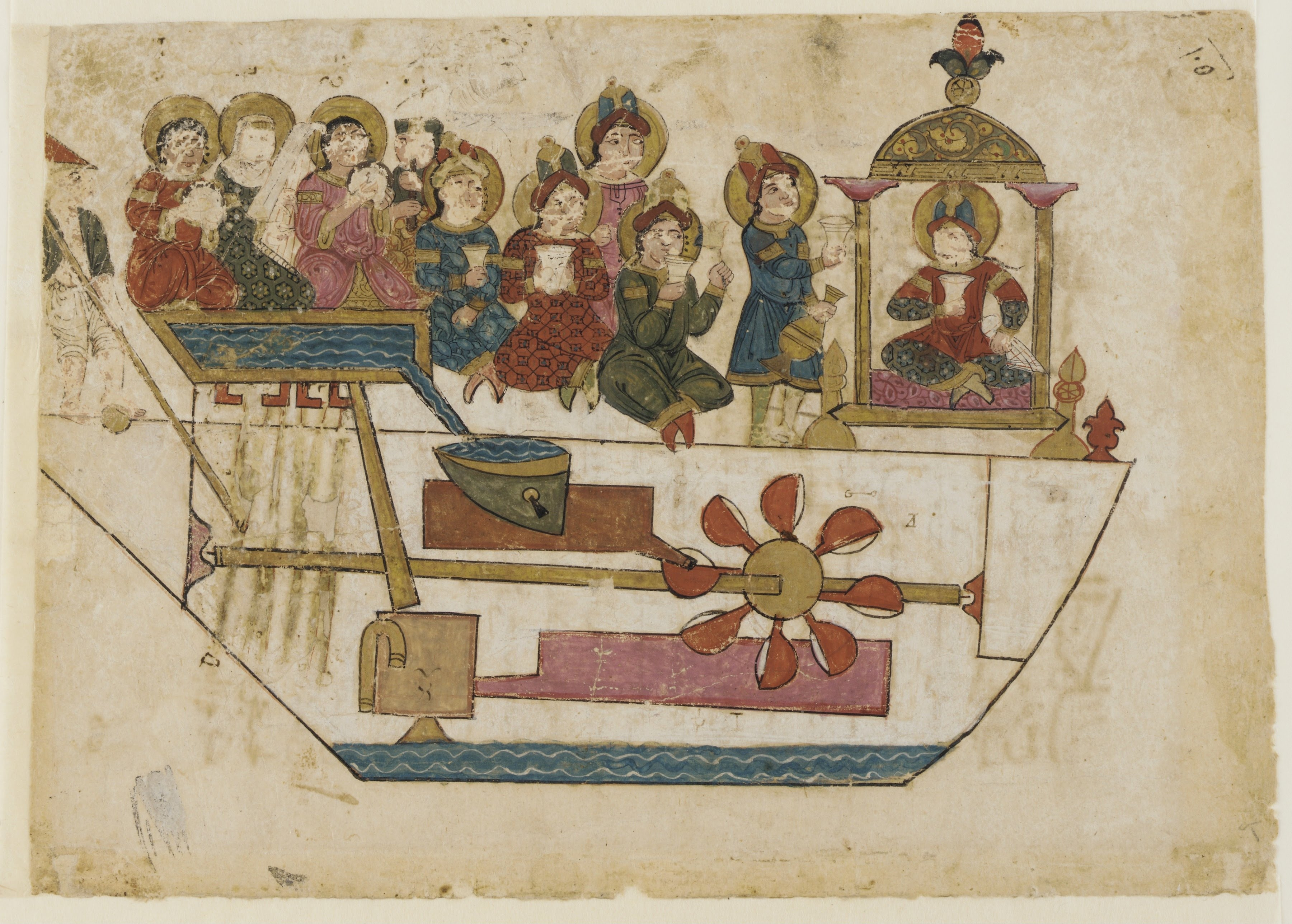
ロボット楽団の図
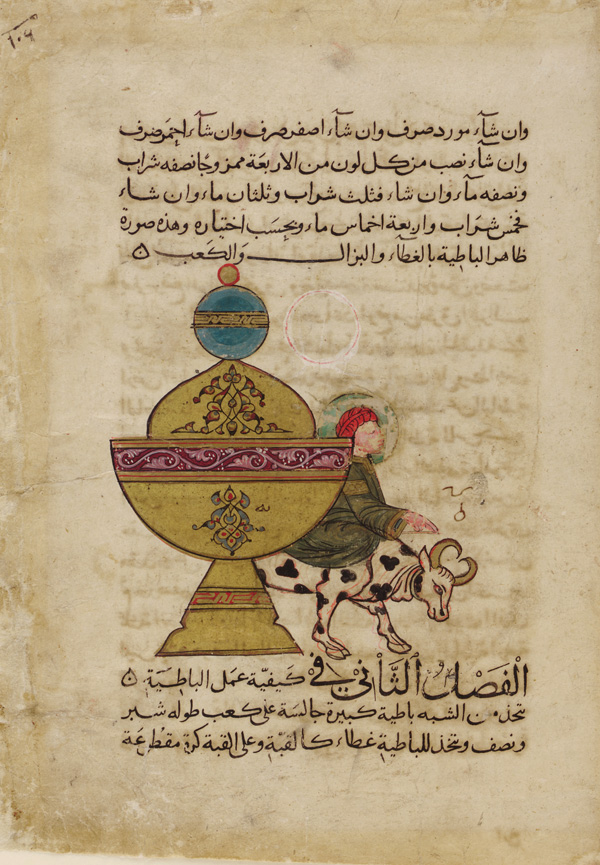
オートマタの一種の図
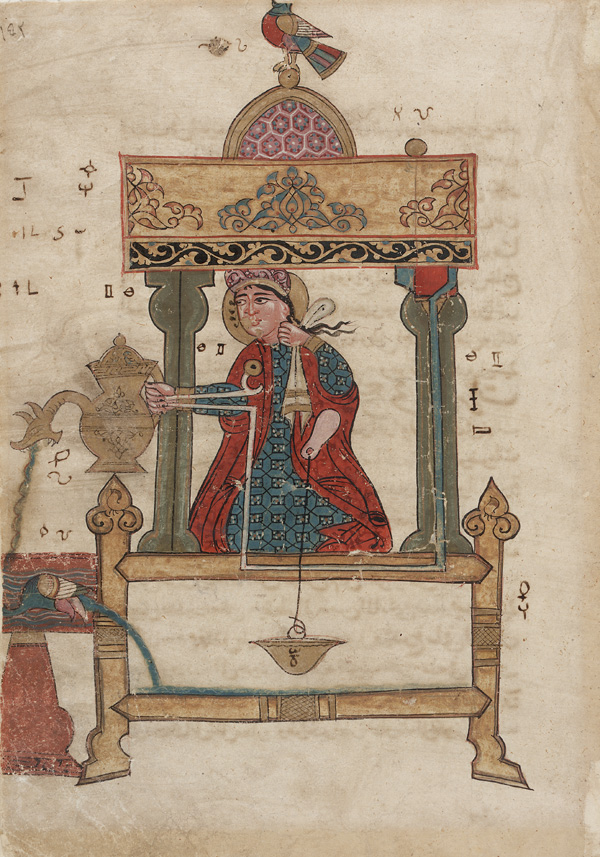
水洗機構付き手洗いオートマトンの図
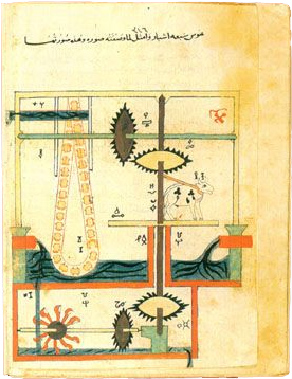
水力駆動サーキヤの図